# Gongju

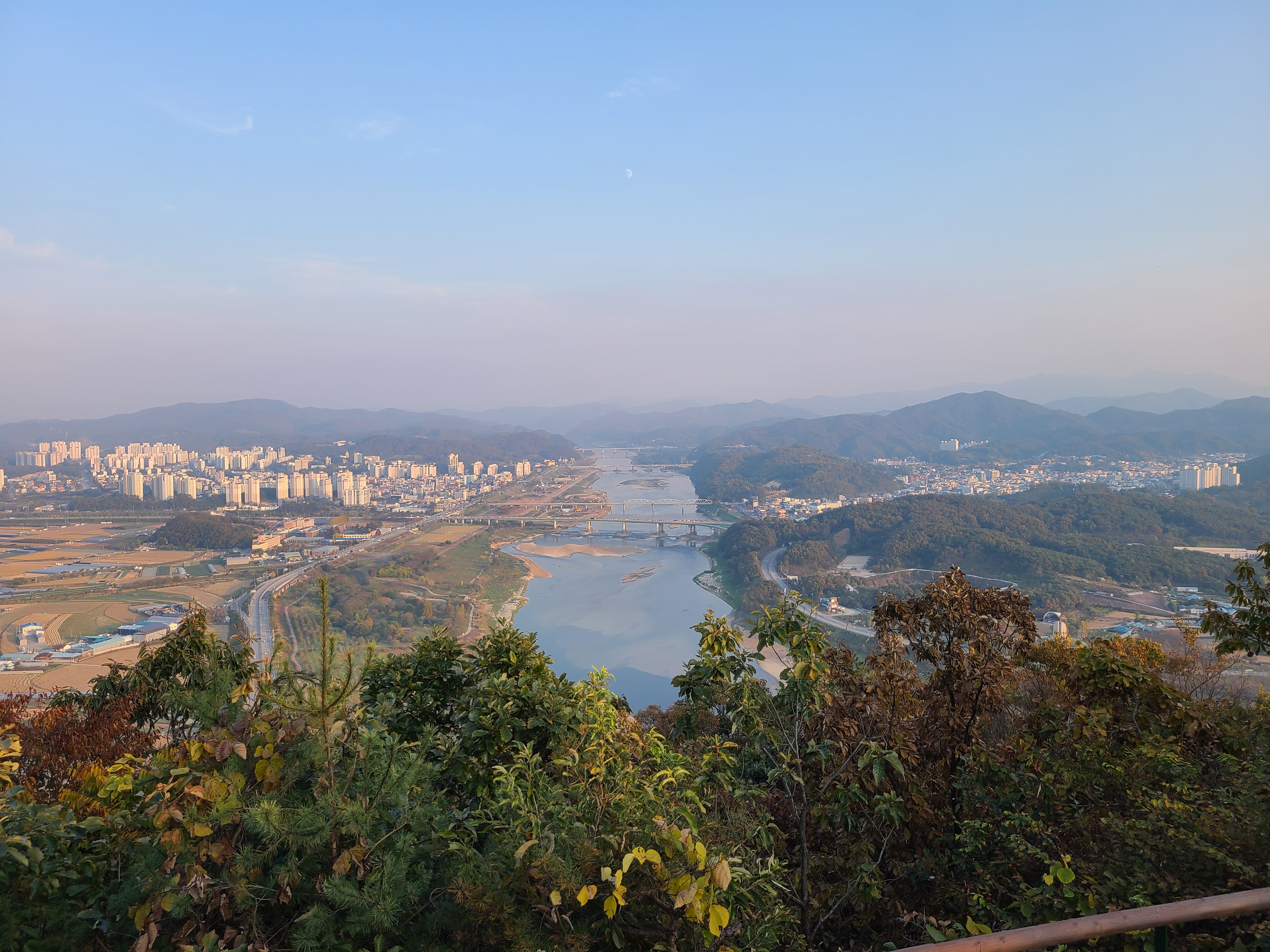
Vue de la ville séparée par la rivière Geum

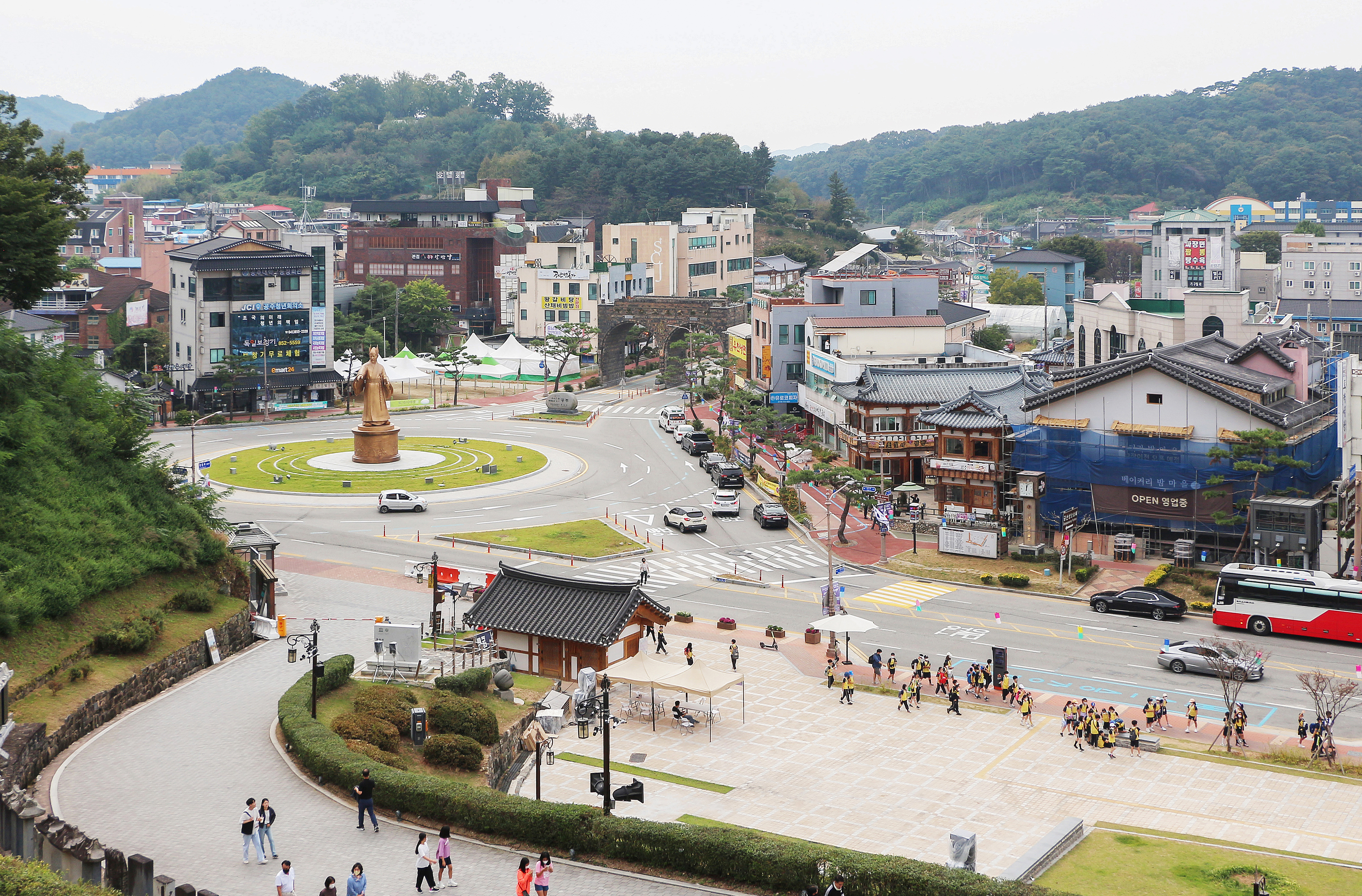
Vue de la ville près de la forteresse de Gongsanseong

Gongju (공주) (ancienne orthographe : Kongju, ancienne dénomination : Ungjin) est une ville située au centre-ouest de la Corée du Sud, dans la province du Chungcheong du Sud. La nouvelle capitale administrative, Sejong, inaugurée en 2012, installée sur le territoire de Gongju, se trouve à 10 km plus à l'est.

## Géographie
Cette ville est considérée par les Coréens comme une petite bourgade. Elle compte 115 000 habitants et elle est classée à la 65e place des agglomérations du pays (2010). La ville est adossée à une colline où se dresse encore le mur d’enceinte en pierre (XVIIe siècle) d’une forteresse (Gongsanseong) où se trouvait un palais royal. L'agglomération est située à environ 125 km au sud de Séoul et à 30 km au nord-ouest de Daejeon qui est la mégapole la plus proche. Elle a été la capitale de la province du Chungcheong du Sud jusqu’au XXe siècle. La ville est divisée en deux par le fleuve Geum (금강). Quatre ponts dont un en partie piétonnier enjambent le fleuve. D’un côté, à l’est, on trouve la vieille ville où l’on peut visiter, entre autres, la forteresse, le musée national et les tombes royales de Songsan-ri. De l’autre, des quartiers plus récents avec la gare routière et l’université nationale qui date de 1948 (réputée jusqu’à la fin des années 1980 car on y a formé de nombreux enseignants du secondaire). 
La construction dès 2009, très critiquée à l’époque, de barrages en amont et en aval de la ville, à l’initiative du président LEE Myung-bak (이명박) a modifié la structure du fleuve Geum. Désormais, les inondations en été et l’ensablement progressif des bords de la rivière ont disparu mais le débit a beaucoup diminué et des îlots sablonneux se sont formés. Certaines compétitions de sports nautiques (ski nautique, aviron) ne sont désormais plus possibles. La disparition des inondations a toutefois permis de nombreuses plantations d’arbres et aménagements de jardins floraux le long de la rivière.
Depuis le début des années 2010, un effort important pour développer la ville et le tourisme a été fait. Le festival de Baekjae, du nom de la dynastie, qui a lieu en automne (septembre ou octobre) s’est considérablement développé. Il dure 10 jours et de nombreuses festivités ont lieu (concerts, expositions florales, feux d’artifice, restaurations, animations, etc). Par ailleurs, la vieille ville a vu rénover ses infrastructures d’accueil touristique (rénovation du mur d’enceinte de la forteresse, nouveaux parkings, réaménagement de la rivière de l’ancienne ville, construction d’un village traditionnel (민속 마을) où les touristes peuvent louer des maisons. De nombreuses bâtisses traditionnelles avec des structures en bois parsèment désormais cette partie de la ville. Il s’agit souvent de maison d’habitation mais aussi de cafés et de restaurants. 

## Histoire
À la suite de la fuite du roi Munju de la dynastie Paekche devant les armées de Koguryŏ et l'invasion de la capitale Hanseong (actuelle Séoul), Gongju devient durant une courte période capitale de la dynastie en 475. En 538, elle perd ce statut car le roi Seong déménage la capitale à Sabi (dans le comté moderne de Buyeo). Cependant, Gongju est resté un centre important jusqu'à la chute du royaume en 660.
La ville est dotée d'un musée national (dont la collection a été déplacée dans un nouvel édifice inauguré en mai 2004) ainsi que d’un site archéologique où l’on peut visiter les tombes royales de Paekche dont celle du roi Muryeong (501-523) découvertes par hasard en 1971 lors de travaux de drainage et dans lesquelles on trouva un riche mobilier funéraire que l’on peut voir aussi dans un petit musée situé à proximité des tumulus où se trouvait la tombe de l’ancien roi. On peut notamment y voir la reconstitution grandeur nature de l’intérieur des tombes qui ne sont plus accessibles à la visite. Ce sont des bonzes de cette dynastie qui ont exporté, en même temps que le bouddhisme, leur art dans l’archipel nippon, d’où un intérêt certain des Japonais pour cette dynastie et ce lieu. Chaque année, un festival qui prend de plus en plus d’ampleur a lieu en octobre en parallèle avec la ville de Buyeo, pour commémorer cette dynastie Paekche.

### Nouvelle capitale
Le 11 août 2004, le Premier ministre sud-coréen Lee Hae-chan (이해찬) annonce que la capitale du pays sera transférée de Séoul à Gongju à partir de 2007. 72,91 kilomètres carrés ont été choisis pour le projet, qui devait être achevé d'ici 2030. Il était envisagé que les fonctions gouvernementales et administratives soient transférées dans la nouvelle capitale, avec (éventuellement) l'Assemblée nationale et la Cour suprême. Cette décision visait à réduire le surpeuplement et la domination économique de Séoul sur le reste de la Corée du Sud; il s’agissait aussi de mettre le gouvernement et l'administration hors de portée des tirs d'artillerie nord-coréens. Le coût prévu du projet initial variait de 45 milliards de dollars à 94 milliards de dollars.
Mais très rapidement, le plan a suscité la controverse, les partis d'opposition appelant à un référendum pour savoir si ce projet serait accepté par la population. Certains groupes civiques ont également lancé un appel constitutionnel, et le 21 octobre 2004, la Cour constitutionnelle a jugé que la loi spéciale pour la relocalisation de la capitale était inconstitutionnelle car elle était considérée comme une affaire nationale essentielle nécessitant un référendum national ou une révision de la constitution, mettant ainsi fin au différend. Les sondages d'opinion ont montré qu'une légère majorité de Sud-Coréens étaient opposés à cette décision, à la fois avant et après la décision.
Cependant, fin 2004, le gouvernement annonça un autre plan qui permit à Séoul d'être considérée comme l'unique capitale en conservant le pouvoir exécutif, tous les pouvoirs législatifs et le pouvoir judiciaire, tout en déplaçant toutes les autres branches du gouvernement à Gongju ou plus précisément à Sejong, ville nouvelle se situant dans le district de Yeongi dépendant du territoire de Gongju.

## Culture

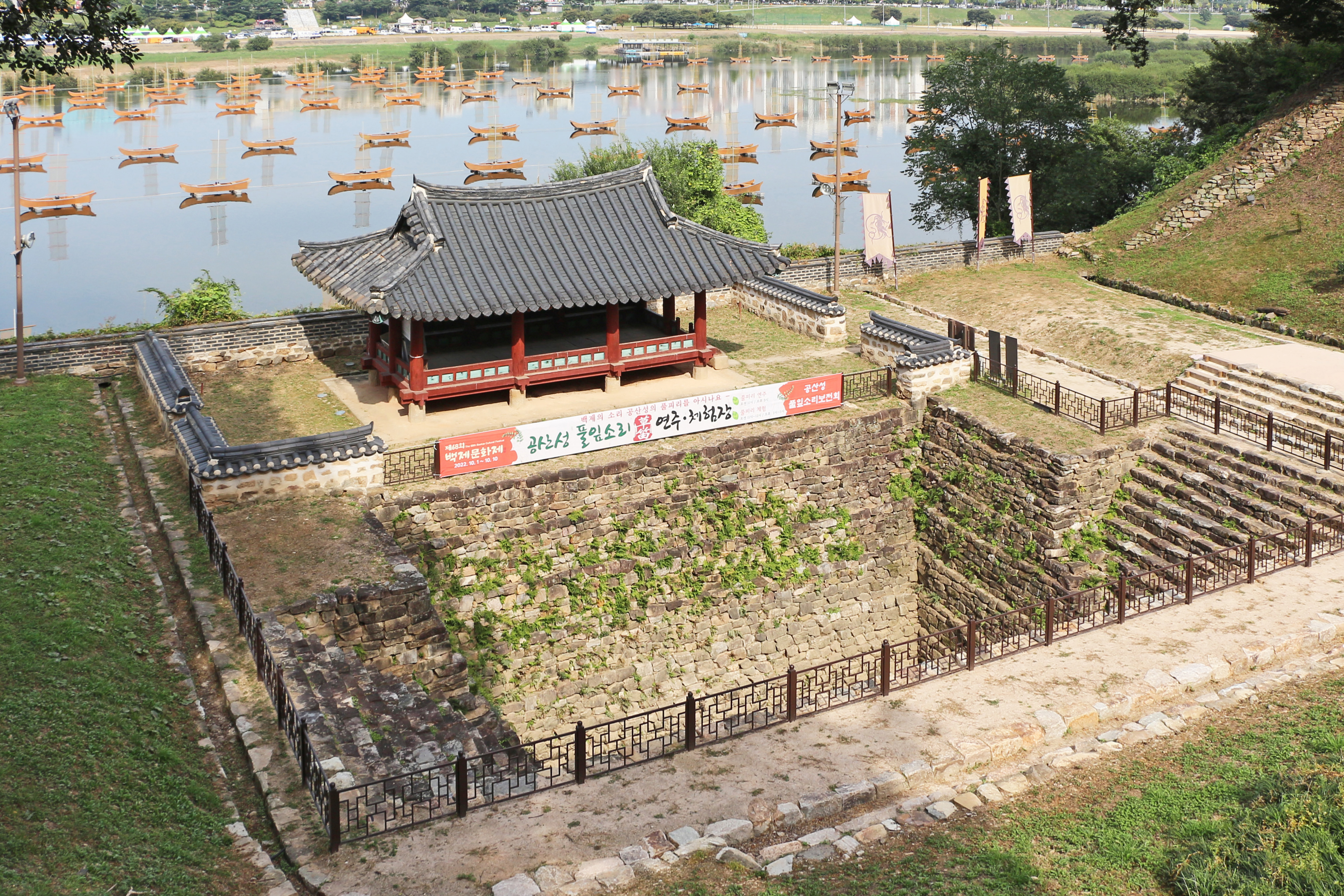
Le pavillon Manharu à la forteresse de Gongsanseong

Le symbole de la ville, issu d’une légende, est une ourse accompagnée d'une petite fille que l’on retrouve sous forme de statue à de nombreux emplacements dans la ville. Gongju a quelques enfants célèbres : deux sportifs très populaires, le joueur professionnel de baseball Chan Ho Park et la joueuse de golf Se Ri Pak née à Daejeon mais qui a sa statue en face de son ancien lycée, à proximité du site des tombes du roi Muryeong, ainsi que deux membres du « boys band » TVXQ et le chanteur Tae Goon (태군).
Voir aussi :
- Musée national de Gongju
- Université nationale de Kongju
- Université nationale de pédagogie de Gongju

La ville de Gongju est jumelée avec Nagomi, Moriyama, Yamaguchi au Japon, Calhoun County aux États Unis et Baguio aux Philippines.
Un projet de jumelage est en cours avec la ville de Perpignan.